# 1744年5月19日の海戦
1744年5月19日の海戦（フランス語: Combat du 19 mai 1744、グレゴリオ暦）、または1744年5月8日の海戦（英語: Action of 8 May 1744、ユリウス暦）はオーストリア継承戦争中に行われた小規模な海戦。フランスの60門艦コンタンと64門艦マルス（Mars）が4時間にわたる激戦ののちイギリスの戦列艦ノーサンバランドを拿捕した。ノーサンバランドの艦長トマス・ワトソンとその副官が戦死した。

## 戦闘
1744年5月19日、サー・チャールズ・ハーディの小艦隊はベルレンガ島沖を巡航中に北方へ向かう船を発見、ハーディはノーサンバランドに追撃を命じた。敵船はフランスの戦列艦であると判明、しかも60門艦1隻とフリゲート1隻と同伴していた。
ノーサンバランドの艦長トマス・ワトソンはフランス艦隊の規模をハーディに知らせずに全速で前進、やがてイギリス艦隊から見えない位置まで進んだ。フランス艦隊の船はそれぞれから離れており、17時にはノーサンバランドが最後尾のマルスに追いついた。マルスがノーサンバランドに発砲すると、ノーサンバランドも反撃して激しい砲撃の応酬となった。ワトソン艦長は勇猛に戦い、マルスとの戦闘を続く代わりにコンタンにも接近しようとし、マルスから離れながらコンタンを追う戦闘となった。
コンタンがノーサンバランドに接近すると、戦闘は更に激しくなり、ノーサンバランドは数時間戦い続けたが航行不能に陥り、ワトソンも致命傷を負ったため、後に軍法会議にかけられることとなる代理の艦長は降伏した。